# Eugene Guth
Eugene Guth (né le 21 août 1905 à Budapest – mort le 5 juillet 1990 à Oak Ridge (Tennessee)) est un physicien du Laboratoire national d'Oak Ridge. Spécialiste de la physique de la matière condensée, ses contributions, à la fois théoriques et expérimentales, s'étendent de la physique statistique des élastomères à la photoélectricité et la loi d'Ohm aux forts courants.

## Biographie
Diplômé de l’université de Vienne (1928), il travailla dans cet établissement comme assistant de recherches (1928-1931) puis comme professeur de physique moléculaire à partir de 1932. Devant l’instabilité politique de l’Autriche, il déménagea aux Etats-Unis et travailla pour l’université Notre Dame. En 1956, il accepta un poste de conseiller technique en physique nucléaire aux Laboratoires d'Oak Ridge.
En collaboration avec H. Markovitz, Guth a formulé l’équation donnant l’augmentation d’entropie dans le repliement des molécules, qui constitue l'un des fondements de la théorie cinétique de l'élasticité des élastomères. Par la loi dite de Guth-Gold, il a généralisé la théorie de la viscosité d'Einstein pour décrire l'effet de matrice dans les émulsions denses,. En physique nucléaire, il a donné, en collaboration avec Mullin, la première explication détaillée du mécanisme de la photoélectricité. En physique de l’état solide, Guth et J. Mayerhöfer ont étudié la conduction électrique aux forts courants.